# یواس‌اس کچاب (ای‌کی‌اس-۶)
یواس‌اس کچاب (ای‌کی‌اس-۶) (به انگلیسی: USS Kochab (AKS-6)) یک کشتی بود که طول آن ۴۴۱ فوت ۷ اینچ (۱۳۴٫۵۹ متر) بود. این کشتی در سال ۱۹۴۴ ساخته شد.